# Arthur Kennedy
Arthur Kennedy, pseudonimo di John Arthur Kennedy (Worcester, 17 febbraio 1914 – Branford, 5 gennaio 1990), è stato un attore statunitense.

## Biografia

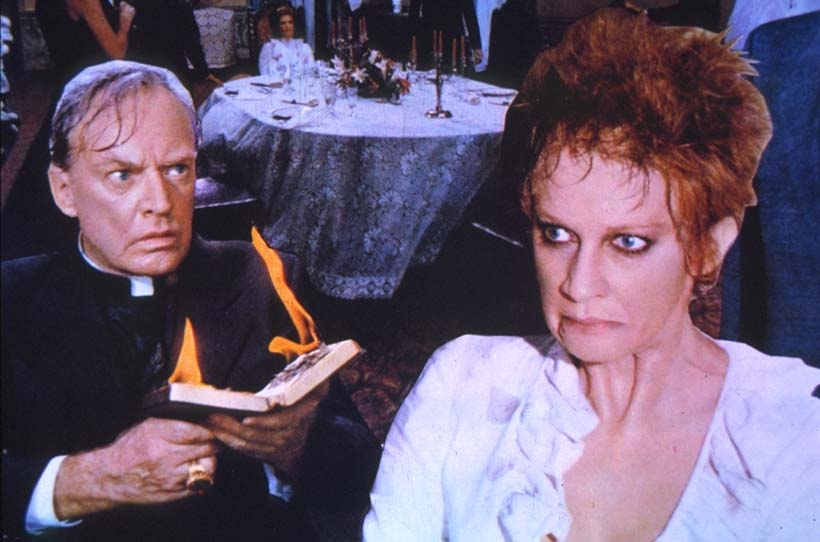
Arthur Kennedy e Carla Gravina in un fotogramma del film L'anticristo (1974)

Inconfondibile volto del cinema americano classico, Arthur Kennedy stava recitando a Broadway quando venne notato da un talent scout della Warner Brothers. Approdato a Hollywood, esordì sul grande schermo nel film La città del peccato (1940), interpretando la parte del fratello del protagonista James Cagney. Durante gli anni quaranta fu impiegato in una lunga serie di personaggi minori, rivelandosi interprete credibile ed efficace, in film come Una pallottola per Roy (1941), La storia del generale Custer (1941), Arcipelago in fiamme (1943).
Nel decennio successivo si confermò come uno degli attori più intensi e dotati dell'epoca, recitando come co-protagonista dei maggiori divi di Hollywood, come Alan Ladd in La montagna dei sette falchi (1951), Robert Mitchum in Il temerario (1952), Humphrey Bogart in Ore disperate (1955), Tony Curtis in I corsari del grande fiume (1956), Frank Sinatra in Qualcuno verrà (1958), Rock Hudson in Il capitano dei mari del sud (1958).
La versatilità consentì a Kennedy di interpretare anche ruoli di villain, che in prima battuta ispirano una fiducia che poi viene smentita dai fatti, come nei due western in cui affiancò James Stewart, Là dove scende il fiume (1952), in cui Anthony Mann gli affidò il ruolo di un uccisore cinico e brillante, e L'uomo di Laramie (1955), in cui Kennedy riconfermò la tipologia di personaggio insinuante di cui è male fidarsi, interpretando un capo ranch apparentemente integro all'inizio, ma che si rivela poi essere un freddo assassino. Fu altrettanto efficace con i personaggi di uomini comuni, a volte cinici e vendicativi, a volte disperati e malinconici. Da ricordare la sua interpretazione in Vittoria sulle tenebre (1951), nel ruolo di un veterano che tenta di ricostruire la propria esistenza e nel western Rancho Notorious (1952) di Fritz Lang, in cui impersonò un rancher assetato di vendetta.
Fu Edgar G. Ulmer a offrire a Kennedy uno dei suoi ruoli più riusciti, quello del fuorilegge Santiago, protagonista di un percorso che lo conduce al pentimento finale, nel western Fratelli messicani (1955), considerato uno dei migliori film di Ulmer e caratterizzato da un ritmo lento e da un'atmosfera poetica e filosofeggiante sui fatti della vita.
Kennedy fu candidato quattro volte all'Oscar come migliore attore non protagonista per Il grande campione (1949), L'imputato deve morire (1955), I peccatori di Peyton (1957), tutti diretti da Mark Robson, e Qualcuno verrà (1958) di Vincente Minnelli, senza mai vincerlo. Anche la sua unica candidatura all'Oscar come migliore attore protagonista per Vittoria sulle tenebre (1951), ancora di Robson, non ebbe buon esito.

Arthur Kennedy nel film italiano L'umanoide (1979)

Kennedy continuò con profitto anche la carriera teatrale, dividendo il suo tempo tra i set cinematografici e il palcoscenico. Fu premiato con un Tony Award per la sua interpretazione nel dramma Morte di un commesso viaggiatore di Arthur Miller, che lo impegnò sulle scene di Broadway dal febbraio 1949 al novembre 1950.
A partire dagli anni sessanta la sua popolarità declinò. Ebbe ancora alcune buone occasioni come nel western Il grande sentiero (1964), in cui diede una colorita interpretazione del personaggio di Doc Holliday, ma progressivamente ripiegò su offerte di lavoro provenienti dall'estero, spesso in produzioni mediocri. Fu molto attivo anche in Italia durante gli anni settanta, interpretando diverse pellicole poliziesche, come Roma a mano armata (1976) di Umberto Lenzi, con Maurizio Merli e Tomas Milian, nonché l'horror L'anticristo (1974) di Alberto De Martino, con Carla Gravina.

## Filmografia

### Cinema
- La città del peccato (City for Conquest), regia di Anatole Litvak (1940)
- Una pallottola per Roy (High Sierra), regia di Raoul Walsh (1941)
- Knockout, regia di William Clemens (1941)
- Strange Alibi, regia di D. Ross Lederman (1941)
- I tre moschettieri del Missouri (Bad Men of Missouri), regia di Ray Enright (1941)
- Highway West, regia di William C. McGann (1941)
- La storia del generale Custer (They Died with Their Boots On), regia di Raoul Walsh (1941)
- L'avventura impossibile (Desperate Journey), regia di Raoul Walsh (1942)
- Arcipelago in fiamme (Air Force), regia di Howard Hawks (1943)
- Resisting Enemy Interrogation, regia di Bernard Vorhaus (1944)
- Time to Kill (1945) – voce, non accreditato
- Appassionatamente (Devotion), regia di Curtis Bernhardt (1946)
- Boomerang - L'arma che uccide (Boomerang), regia di Elia Kazan (1947)
- Notte di bivacco (Cheyenne), regia di Raoul Walsh (1947)
- Le colline camminano (The Walking Hills), regia di John Sturges (1949)
- Il grande campione (Champion), regia di Mark Robson (1949)
- La finestra socchiusa (The Window), regia di Ted Tetzlaff (1949)
- È tardi per piangere (Too Late for Tears), regia di Byron Haskin (1949)
- Ultimatum a Chicago (Chicago Deadline), regia di Lewis Allen (1949)
- Lo zoo di vetro (The Glass Menagerie), regia di Irving Rapper (1950)
- Vittoria sulle tenebre (Bright Victory), regia di Mark Robson (1951)
- La montagna dei sette falchi (Red Mountain), regia di William Dieterle (1951)
- Là dove scende il fiume (Bend of the River), regia di Anthony Mann (1952)
- Rancho Notorious, regia di Fritz Lang (1952)
- La dama bianca (The Girl in White), regia di John Sturges (1952)
- Il temerario (The Lusty Men), regia di Nicholas Ray (1952)
- Impulse, regia di Charles de Lautour (1954)
- I sanguinari (Crashout), regia di Lewis R. Foster (1955)
- L'uomo di Laramie (The Man from Laramie), regia di Anthony Mann (1955)
- Ore disperate (The Desperate Hours), regia di William Wyler  (1955)
- L'imputato deve morire (Trial), regia di Mark Robson (1955)
- Fratelli messicani (The Naked Dawn), regia di Edgar G. Ulmer (1955)
- I corsari del grande fiume (The Rawhide Years), regia di Rudolph Maté (1955)
- I peccatori di Peyton (Peyton Place), regia di Mark Robson (1957)
- Il capitano dei mari del sud (Twilight for the Gods), regia di Joseph Pevney (1958)
- Qualcuno verrà (Some Came Running), regia di Vincente Minnelli (1958)
- Home Is the Hero, regia di Fielder Cook (1959)
- Scandalo al sole (A Summer Place), regia di Delmer Daves (1959)
- Il figlio di Giuda (Elmer Gantry), regia di Richard Brooks (1960)
- Assassinio sul treno (Murder She Said), regia di George Pollock (1961)
- Un pugno di fango (Claudelle Inglish), regia di Gordon Douglas (1961)
- Barabba, regia di Richard Fleischer (1961)
- Le avventure di un giovane (Hemingway's Adventures of a Young Man), regia di Martin Ritt (1962)
- Lawrence d'Arabia (Lawrence of Arabia), regia di David Lean (1962)
- Il grande sentiero (Cheyenne Autumn), regia di John Ford (1964)
- Italiani, brava gente, regia di Giuseppe De Santis (1964)
- Murieta John (Joaquín Murrieta), regia di George Sherman (1965)
- Joy in the Morning, regia di Alex Segal (1965)
- Nevada Smith, regia di Henry Hathaway (1966)
- Viaggio allucinante (Fantastic Voyage), regia di Richard Fleischer (1966)
- La chica del lunes, regia di Leopoldo Torre Nilsson (1967)
- L'ultimo colpo in canna (Day of the Evil Gun), regia di Jerry Thorpe (1968)
- Un minuto per pregare, un istante per morire, regia di Franco Giraldi (1968)
- Lo sbarco di Anzio, regia di Duilio Coletti ed Edward Dmytryk (1968)
- Quattro bastardi per un posto all'inferno (Shark!), regia di Samuel Fuller (1969)
- Hail, Hero!, regia di David Miller (1969)
- My Old Man's Place, regia di Edwin Sherin (1971)
- Baciamo le mani, regia di Vittorio Schiraldi (1973)
- Un tipo con una faccia strana ti cerca per ucciderti (Ricco), regia di Tulio Demicheli (1973)
- The Man from Independence, regia di Jack Smight (1974)
- L'anticristo, regia di Alberto De Martino (1974)
- Non si deve profanare il sonno dei morti, regia di Jorge Grau (1974)
- La polizia ha le mani legate, regia di Luciano Ercoli (1975)
- Roma a mano armata, regia di Umberto Lenzi (1976)
- I soliti ignoti colpiscono ancora - E una banca rapinammo per fatal combinazion (Ab morgen sind wir reich und ehrlich), regia di Franz Antel (1976)
- Sentinel (The Sentinel), regia di Michael Winner (1977)
- Nove ospiti per un delitto, regia di Ferdinando Baldi (1977)
- Bermude: la fossa maledetta, regia di Tonino Ricci (1978)
- Cyclone, regia di René Cardona Jr. (1978)
- Porco mondo, regia di Sergio Bergonzelli (1978)
- Sono stato un agente C.I.A., regia di Romolo Guerrieri (1978)
- L'umanoide, regia di Aldo Lado (1979)
- L'avventurosa fuga, regia di Enzo Doria (1979)
- La spiaggia del desiderio, regia di Enzo D'Ambrosio e Humberto Morales (1980)
- Signs of Life, regia di John David Coles (1989)
- Grandpa, regia di Alan Ruffier (1990)

### Televisione
- General Electric Theater – serie TV, episodio 8x26 (1960)
- Fred Astaire (Alcoa Premiere) – serie TV, episodio 1x01 (1961)
- Missione segreta (Espionage) – serie TV, episodio 1x08 (1963)
- L'ora di Hitchcock (The Alfred Hitchcock Hour) – serie TV, episodio 3x02 (1964)
- ABC Stage 67 – serie TV, episodi 1x06-1x13 (1966)

## Riconoscimenti
- Premio Oscar
  - 1950 – Candidatura al miglior attore non protagonista per Il grande campione
  - 1952 – Candidatura al miglior attore protagonista per Vittoria sulle tenebre
  - 1956 – Candidatura al miglior attore non protagonista per L'imputato deve morire
  - 1958 – Candidatura al miglior attore non protagonista per I peccatori di Peyton
  - 1959 – Candidatura al miglior attore non protagonista per Qualcuno verrà
- Golden Globe
  - 1952 – Candidatura al miglior attore in un film drammatico per Vittoria sulle tenebre
  - 1956 – Miglior attore non protagonista per L'imputato deve morire
- Hollywood Walk of Fame
  - 1960 – Stella
- New York Film Critics Circle Awards
  - 1951 – Miglior attore protagonista per Vittoria sulle tenebre
- Laurel Awards
  - 1958 – Candidatura al miglior attore non protagonista per I peccatori di Peyton
  - 1959 – Candidatura al miglior attore non protagonista per Qualcuno verrà
  - 1960 – Candidatura al miglior attore non protagonista per Scandalo al sole
- Tony Award
  - 1949 – Miglior attore non protagonista in un'opera teatrale per Morte di un commesso viaggiatore

## Doppiatori italiani
Nelle versioni in italiano dei suoi film, Arthur Kennedy è stato doppiato da:
- Gualtiero De Angelis in Ultimatum a Chicago, La montagna dei sette falchi, Il temerario, Ore disperate, I corsari del grande fiume, Il figlio di Giuda, Le avventure di un giovane
- Adolfo Geri in La città del peccato, Una pallottola per Roy, L'avventura impossibile, Arcipelago in fiamme, Boomerang - L'arma che uccide, Le colline camminano
- Renato Turi in Qualcuno verrà, Barabba, Nevada Smith, La polizia ha le mani legate
- Stefano Sibaldi in Lo zoo di vetro, L'imputato deve morire, Fratelli messicani
- Arturo Dominici in Baciamo le mani, Un tipo con una faccia strana ti cerca per ucciderti, Sono stato un agente C.I.A.
- Mario Pisu in Notte di bivacco, I peccatori di Peyton
- Gianfranco Bellini in Il grande campione, Il grande sentiero
- Augusto Marcacci in Vittoria sulle tenebre, Là dove scende il fiume
- Giuseppe Rinaldi in Rancho Notorious, La dama bianca
- Emilio Cigoli in L'uomo di Laramie, Murieta John
- Nando Gazzolo in Il capitano dei mari del sud, Assassinio sul treno
- Michele Kalamera in Nevada Smith  (parti ridoppiate), L'ultimo colpo in canna
- Bruno Alessandro in Nove ospiti per un delitto, L'umanoide
- Nino Pavese in La storia del generale Custer
- Bruno Persa in Scandalo al sole
- Manlio Busoni in Lawrence d'Arabia[6]
- Carlo D'Angelo in Italiani, brava gente
- Riccardo Mantoni in Viaggio allucinante
- Nino Dal Fabbro in Un minuto per pregare, un istante per morire
- Gino Baghetti in Lo sbarco di Anzio
- Gianni Bonagura in Quattro bastardi per un posto all'inferno
- Sergio Graziani in L'anticristo
- Sergio Fiorentini in Non si deve profanare il sonno dei morti
- Giorgio Piazza in Roma a mano armata
- Gino Donato in Sentinel
- Massimo Lodolo in Là dove scende il fiume (ridoppiaggio)